# Bruno Kozina
Bruno Kozina (* 7. Januar 1992 in Derventa, SR Bosnien und Herzegowina, SFR Jugoslawien) ist ein kroatischer Handballspieler.

## Karriere
Kozina lief in der Saison 2009/10 für RK Zamet in der kroatischen Premijer Liga auf. 2011/12 wurde er vom Ligakonkurrenten HRK Karlovac verpflichtet, ehe der Rückraumspieler für zwei Spielzeiten zu RK Buzet wechselte. Für die Saison 2014/15 wurde der Rechtshänder von den Kadetten Schaffhausen unter Vertrag genommen, von diesen aber an TSV Fortitudo Gossau verliehen. Damit spielte der Kroate erstmals im Ausland. 2015/16 und 2016/17 lief Kozina für RTV 1879 Basel in der Nationalliga A auf. Im ersten Jahr bei den Schweizern konnte er sich die Torschützenkrone sichern. 2017/18 verpflichtete Cesson-Rennes Métropole HB Kozina als Ersatz für den verletzten Gudmundur Helgason, damit lief er erstmals in der Starligue auf. Kozina wechselte allerdings bereits im Dezember 2018 wieder zum RTV 1879 Basel zurück. Im Oktober 2019 wurde er vom Alpla HC Hard verpflichtet da einige Leistungsträger verletzt ausfielen. Nach einigen Monaten wechselte der Rückraumspieler dann zu Váci KSE. Für die Saison 2020/21 verpflichtete BM Puerto Sagunto Kozina. Seit 2022 spielt er für den Schweizer Aufsteiger HSC Kreuzlingen.

## Privates
Sein Bruder Krešimir spielt ebenfalls Handball und ist zurzeit für RK Našice aktiv.

## Erfolge
- RTV 1879 Basel
  - 1× Torschützenkönig der Nationalliga A (2015/16)